# Estação Jules Joffrin
Jules Joffrin é uma estação da linha 12 do Metrô de Paris, localizada no 18.º arrondissement de Paris.

## Localização
A estação está situada no bairro de Clignancourt, nas proximidades de Montmartre, sob a rue Ordener, ao nível da place Jules-Joffrin, ela mesma situada entre a prefeitura do 18.º arrondissement e a igreja de Notre-Dame-de-Clignancourt.

## História
A estação, tornada o terminal da linha A (atual linha 12) da Société du chemin de fer électrique souterrain Nord-Sud de Paris (chamada Nord-Sud) em substituição ao terminal provisório de Pigalle, foi aberta em 30 de outubro de 1912 como parte da extensão decidida pelo Conselho Municipal de 3 de julho de 1905 sobre a proposta de Édouard Ballière e declarada de utilidade pública pela lei de 10 de abril de 1908 votada sobre proposta de Louis Barthou.
Deve o seu nome à place Jules-Joffrin sob a qual ela está estabelecida, esta portando o nome de Jules Joffrin (1846-1890), que foi vereador municipal e deputado do 18.º arrondissement de Paris.
Da década de 1950 até 2008, os pés-direitos foram revestidos de uma cambagem metálica com montantes horizontais verdes e quadros publicitários dourados iluminados. Antes de ser removido para a renovação da estação como parte do programa "Renouveau du métro" da RATP, foi completado com bancos assis-debout brancos com estrutura verde. As obras de modernização, concluídas em 2009 constituíram em restaurar a decoração "Nord-Sud" de origem.
Em 2011, 4 384 318 passageiros entraram nesta estação. Ela viu entrar 4 441 668 passageiros em 2013, o que a coloca na 106ª posição das estações de metrô por sua frequência.

## Serviços aos passageiros

### Acessos
A estação tem dois acessos:
- 2, place Jules-Joffrin
- 115, rue Ordener

### Plataformas

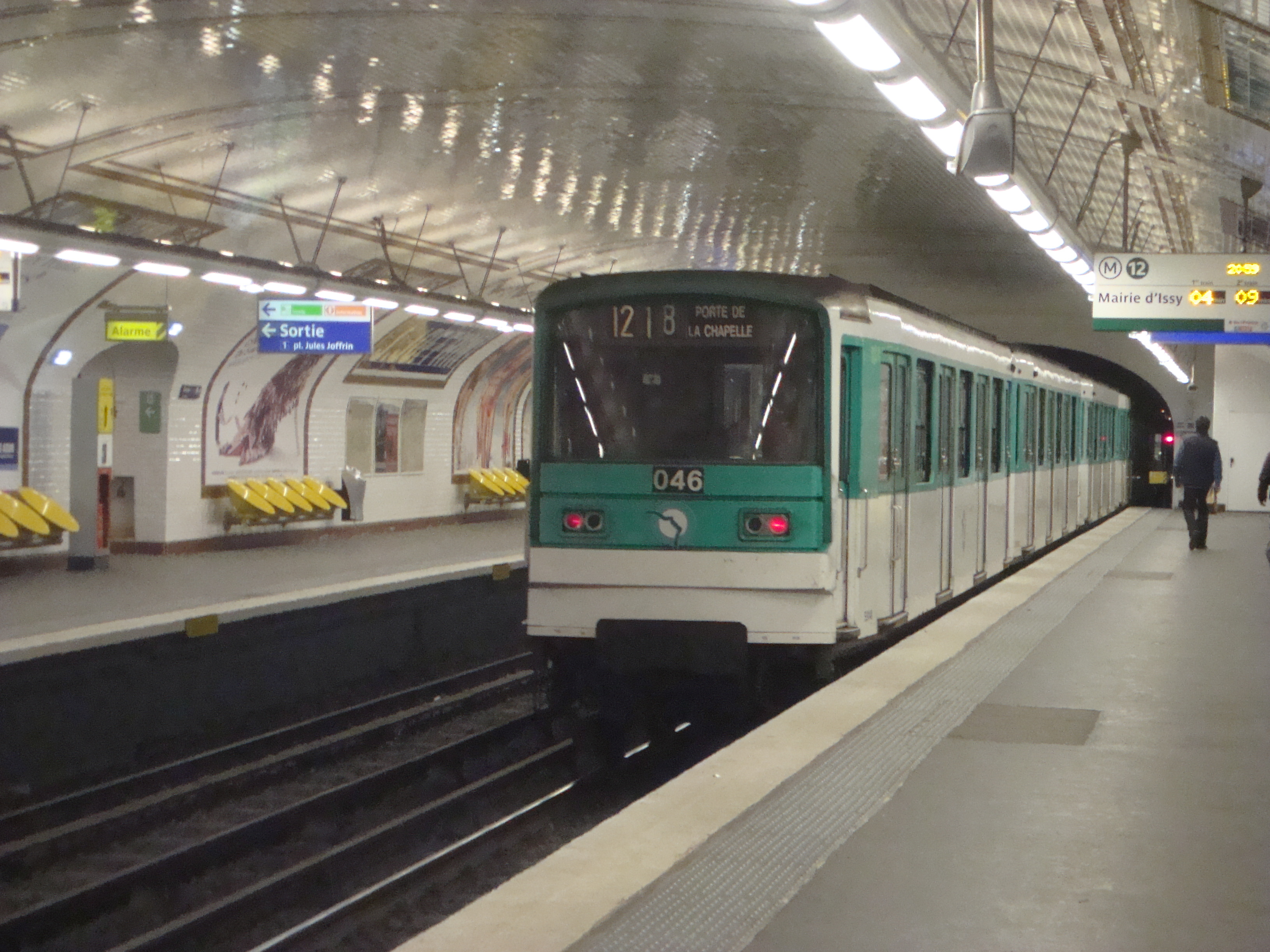
Um trem MF 67 sai da estação em direção a Mairie d'Issy.

Jules Joffrin é uma estação de configuração padrão: ela possui duas plataformas laterais separadas pelas vias do metrô e a abóbada é semi-elíptica, forma específica às antigas estações da Nord-Sud. A decoração em cerâmica assume o estilo característico desta companhia com quadros publicitários e os arredores do nome da estação de cor marrom, desenhos geométricos marrons nos pés-direitos e na abóbada, bem como o nome inscrito em faiança branca sobre fundo azul de tamanho pequeno acima dos quadros publicitários e de tamanho muito grande entre esses quadros. As telhas cerâmicas brancas biseladas recobrem as plataformas, a abóbada e os tímpanos. A iluminação é fornecida por duas faixas-tubos e os assentos são de estilo "Akiko" de cor amarela.

### Intermodalidade
A estação é servida pelas linhas 31, 60, 80, 85 e Montmartrobus da rede de ônibus RATP.

## Pontos turísticos
- Prefeitura do 18.º arrondissement
- Igreja de Notre-Dame de Clignancourt